# Gestioni RadioTelevisive
Gestioni Radio Televisive (in acronimo GRT) è stato uno dei primi circuiti televisivi italiani nazionali a distribuire film, serie televisive e cartoni animati alle nascenti tv locali su tutto il territorio nazionale.

## Storia
Nacque a Milano nel luglio 1977 dall'incontro tra la Società Pubblicità Editoriale (SPE) di Oscar Maestro e la svizzera Società per la Pubblicità in Italia (SPI) di Ercole Lanfranchi con l'obiettivo di gestire una serie di emittenti legate ai giornali locali collegati pubblicitariamente con entrambe le società. SPE e SPI avevano tra i propri clienti diverse testate giornalistiche. L'idea era di allargare le competenze al mercato della TV fornendo anche pubblicità per i programmi televisivi. GRT fu lanciata nel mercato televisivo rivolgendosi dapprima agli editori dei giornali che lavoravano già con SPE e SPI. Venne proposto loro di entrare nel mercato dell'emittenza privata, cominciando dalle emittenti locali delle proprie città, o addirittura di creare una stazione televisiva come emanazione dei quotidiani: i risultati furono però scarsi a causa della diffidenza degli editori dei giornali nei confronti del nascente mondo televisivo privato. Secondo le previsioni degli editori, infatti, anche a distanza di anni il mercato televisivo nazionale non avrebbe raggiunto le dimensioni sufficienti per remunerare i loro investimenti.
A quel punto i responsabili della GRT decisero di mutare rotta: per dotarsi di un minimo circuito consolidato la società venne allargata alla Fono VI P.I.. Quest'ultima aveva già in gestione una serie di emittenti che divennero il nucleo del circuito. Anche la composizione dell'assetto proprietario della GRT mutò: una Società per azioni con 500 milioni di lire di capitale suddivisa con un 34% a SPI, un 33% a SPE e un 33% a Fono VI P.I. Con buon anticipo sulle altre concessionarie che si occuparono di televisione, la GRT comprese l'importanza di agganciare i programmi alla pubblicità ed il primo passo in questa direzione avvenne nel giugno 1978, dopo aver concluso i primi accordi con il centro di produzione della Rizzoli per la distribuzione sul circuito di programmi come Playboy di mezzanotte, Portami tante rose condotto da Enza Sampò,Dica 34 con Paolo Mosca etc. Tramite la società di dostribuzione V.D.A. , sulle emittenti del circuito GRT andò in onda in prima visione la telenovela Anche i ricchi piangono, in esclusiva già  dalla fine del 1982 e quindi molto prima di Rete A. Vennero portati a termine, inoltre, un accordo con la Cineriz, la compagnia cinematografica della Rizzoli, per la fornitura e la distribuzione dei film alle emittenti del circuito, e con TV Port per la creazione di un Circuito integrato nazionale (CIN).
Il CIN esordì nel 1982. Nel corso dell'anno gli eventi si susseguirono rapidamente. Arrivò un nuovo amministratore delegato, Danilo Orsini, il quale impresse a GRT una nuova strada, tentando la strategia della vendita pubblicitaria "a integrazione". Però, a partire dal secondo semestre un gruppo di emittenti in concessione a GRT non rinnovò il contratto con TV Port, cessando di far parte del Circuito integrato nazionale: si trattò di Telegenova (Genova), Telereporter (Milano), Tele 37 (Firenze), Tv Centro Marche (Ancona), CRT (Napoli), TGS Tele Giornale di Sicilia (Palermo) e Videolina (Cagliari). GRT chiuse i battenti a fine dicembre 1983.

## Programmi
- Auto italiana - programma sportivo di Giulio Schmidt
- Dentro l'avventura - con Alex Carozzo
- Dica 34 - rubrica sui VIP dello spettacolo condotto da Paolo Mosca
- Lo sci nell'era moderna - programma sportivo
- Flipper - programma per ragazzi
- Playboy di mezzanotte - con Alighiero Noschese
- Portami tante rose - revival musicale condotto da Enza Sampò

### Telefilm
- Agente Speciale Hunter
- Barnaby Jones
- Batman
- Boys and Girls
- Derby
- Detective in pantofole
- Ellery Queen
- Gunsmoke
- Hondo
- La Famiglia Addams
- La grande vallata
- Lucy e gli Altri
- Mannix
- Marcus Welby
- Police Surgeon
- Potere
- Riptide
- Scatto Matto
- Shane
- Sherlock Holmes
- Star Trek
- The Beverly Hillbillies
- Uno sceriffo a New York

### Cartoni animati
- Atlas UFO Robot
- Jeeg Robot - Uomo d'acciaio
- La spada di King Arthur
- Lulù l'angelo tra i fiori
- Grande Mazinga
- Sampei
- La macchina del tempo
- Tex and Company (cartone animato a fumetti)

## Emittenti affiliate
- TeleGenova (Genova)
- Tele Arcobaleno (Imperia)
- Savona TV (Savona)
- Tele Liguria Sud (La Spezia)
- VideoGruppo (Torino)
- TeleSubalpina (Torino)
- Studio TV Padano (Alessandria)
- Tele Piccolo (Alessandria)
- TeleValle d'Aosta (Aosta)
- TVM 66 (Milano)
- Tele Radio Reporter (Milano)
- T.A.M. (Varese)
- Tele Monte Penice (Pavia)
- Bergamo TV (Bergamo)
- Nuova R.T.B. (Brescia)
- Video Brescia (Brescia)
- VDM Teleuropa (Mantova)
- Televisione delle Alpi (Trento)
- TeleFriuli (Udine)
- R.T.R. Veneta (Padova)
- VideoBologna (Bologna)
- TeleLibertà (Piacenza)
- Tele Romagna (Forlì)
- Canale 48 (Firenze)
- Rete A - TeleNazione (Firenze)
- Tele 37 (Firenze)
- Tv Centro Marche (Ancona)
- Radio Tele Europa (Perugia)
- TeleAia (Perugia)
- T.R.E. (Roma)
- TeleRoma 56 (Roma)
- VideoUno (Roma)
- Tele Abruzzo (L'Aquila)
- Telesirio (Avezzano)
- Canale C (Napoli)
- C.R.T. 34 (Napoli)
- TeleCapri (Napoli)
- Telecolore (Salerno)
- TeleFoggia (Foggia)
- Antenna Sud (Bari)
- Tele Publia (Bari)
- Studio 100 (Taranto)
- Tele Taranto Color (Taranto)
- Telepapi (Potenza)
- Tele Cosenza (Cosenza)
- TeleUno (Cosenza)
- Radio Tele Calabria (Catanzaro)
- R.S.T. TeleReggio (Reggio Calabria)
- Tele Giornale di Sicilia (Palermo)
- Antenna Sicilia (Catania)
- VideoTre (Catania)
- Videolina (Cagliari)
- Etere TV (Sassari)

## Emittenti che aderirono a «Formula '81»
- TeleValle d'Aosta (Aosta)
- VideoGruppo (Torino)
- T.A.M. (Varese)
- TVM 66 (Milano)
- Tele Monte Penice (Pavia)
- Video Brescia (Brescia)
- TeleGenova (Genova)
- Tele Arcobaleno (Imperia)
- Tele Liguria Sud (La Spezia)
- Televisione delle Alpi (Trento)
- R.T.R. Veneta (Padova)
- Tele Piccolo (Alessandria)
- VDM Teleuropa (Mantova)
- VideoBologna (Bologna)
- TeleLibertà (Piacenza)
- Tele Romagna (Forlì)
- Canale 48 (Firenze)
- Rete A - TeleNazione (Firenze)
- TeleAia (Perugia)
- Tv Centro Marche (Ancona)
- T.R.E. (Roma)
- VideoUno (Roma)
- Tele Abruzzo (L'Aquila)
- Telesirio (Avezzano)
- Canale C (Napoli)
- Telecolore (Salerno)
- TeleFoggia (Foggia)
- Antenna Sud (Bari)
- Tele Taranto Color (Taranto)
- Tele Cosenza (Cosenza)
- Radio Tele Calabria (Catanzaro)
- R.S.T. TeleReggio (Reggio Calabria)
- Telepapi (Potenza)
- Antenna Sicilia (Catania)
- Tele Giornale di Sicilia (Palermo)
- Videolina (Cagliari)
- Etere TV (Sassari)